# Acanthurus monroviae
Acanthurus monroviae är en fiskart som beskrevs av Steindachner, 1876. Acanthurus monroviae ingår i släktet Acanthurus och familjen Acanthuridae. IUCN kategoriserar arten globalt som livskraftig. Inga underarter finns listade i Catalogue of Life.